# Libethenite
La libethenite è un minerale, un fosfato di rame idrato scoperto nel XIX secolo durante l'estrazione di filoni di minerali di rame a Libethen (dalla quale ha preso il nome) nell'Impero austro-ungarico, ora Ľubietová in Slovacchia. È un minerale piuttosto raro della classe dei "fosfati, arseniati e vanadati". Cristallizza nel sistema di cristalli ortorombici con la composizione chimica Cu2[OH|PO4] e sviluppa per lo più corti cristalli prismatici, aghiformi o dipiramidali, ma anche aggregati minerali granulari o massicci di colore che va dal verde chiaro al nero verdastro.
Con l'adamite e l'olivenite, la libethenite forma una serie di miscele isomorfe che portano il suo nome, che è anche isotipico dell'andalusite, cioè cristallizza nella stessa struttura cristallina.

## Etimologia e storia
La libetenite fu trovata per la prima volta nel 1823 a Ľubietová in Slovacchia, e descritta da Johann Friedrich August Breithaupt, che diede al minerale il nome di questa località.

## Produzione sintetica
La libethenite si ottiene riscaldando il fosfato di rame(II) Cu3P2O8 + 3H2O con acqua in tubi sigillati.

## Morfologia

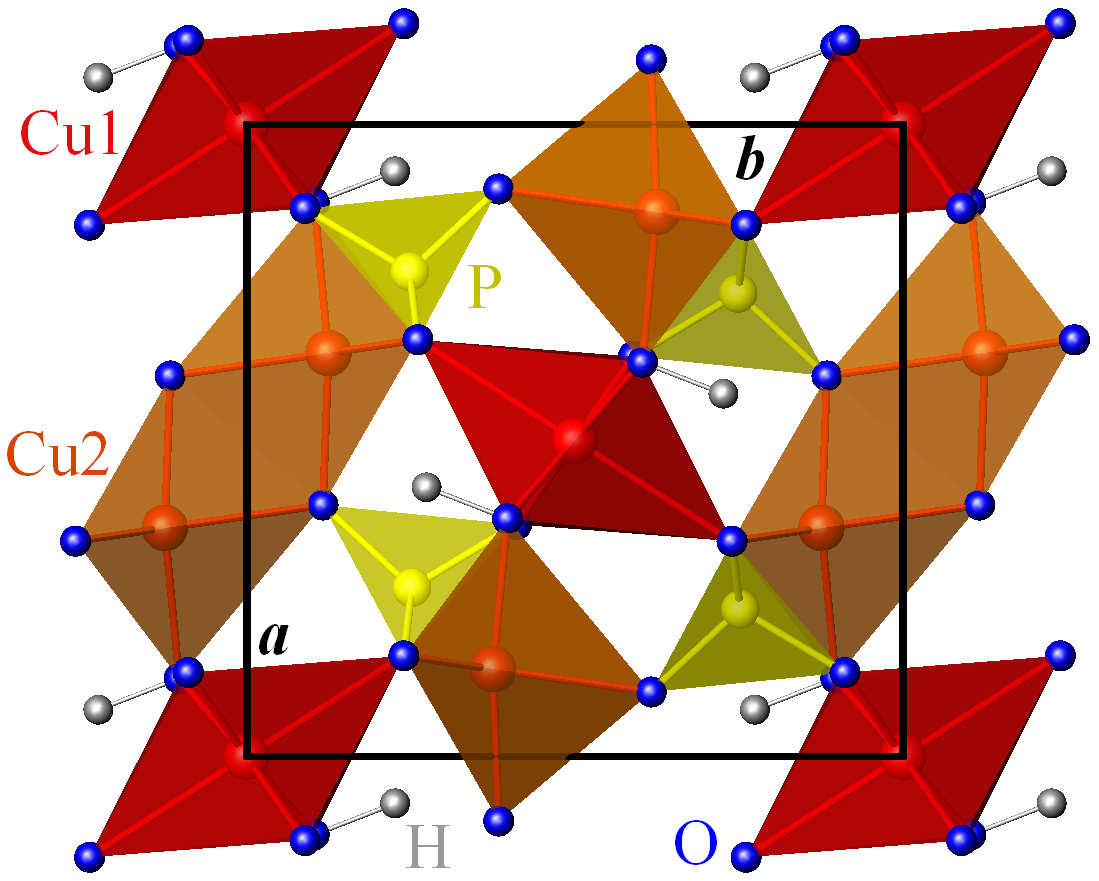
Struttura cristallina della libethenite. Rosso e arancione: rame; giallo: fosforo; blu: ossigeno; grigio: idrogeno.

La libethenite si rinviene perlopiù in cristalli ortorombici di color verde scuro. Possiede gruppo spaziale Pnnm (gruppo n. 58) con parametri reticolari a = 8,062 Å; b = 8,384 Å e c = 5,881 Å, nonché quattro unità di formula per cella unitaria.

## Origine e giacitura
Nel sistema di classificazione dei minerali secondo Strunz (8ª edizione), la libethenite appartiene alla divisione dei "fosfati anidri con anioni estranei" e forma la serie della libethenite insieme ad adamite, eveite, olivenite, paradamite, tarbuttite e zincolibethenite.
Dalla revisione del sistema minerale di Strunz (9ª edizione), anche questa sezione è stata suddivisa in modo più preciso in base alla dimensione dei cationi coinvolti e al rapporto molare degli anioni coinvolti e del complesso fosfato, arsenato o vanadato, e il minerale è di conseguenza all'interno della suddivisione "con soltanto cationi di media dimensione (OH ecc.): RO4 circa 1:1.
La classificazione dei minerali secondo Dana cataloga la libethenite nella divisione di "fosfati anidri ecc. con idrossile o alogeno, e la formula generale è (A)2(XO4)Zq".

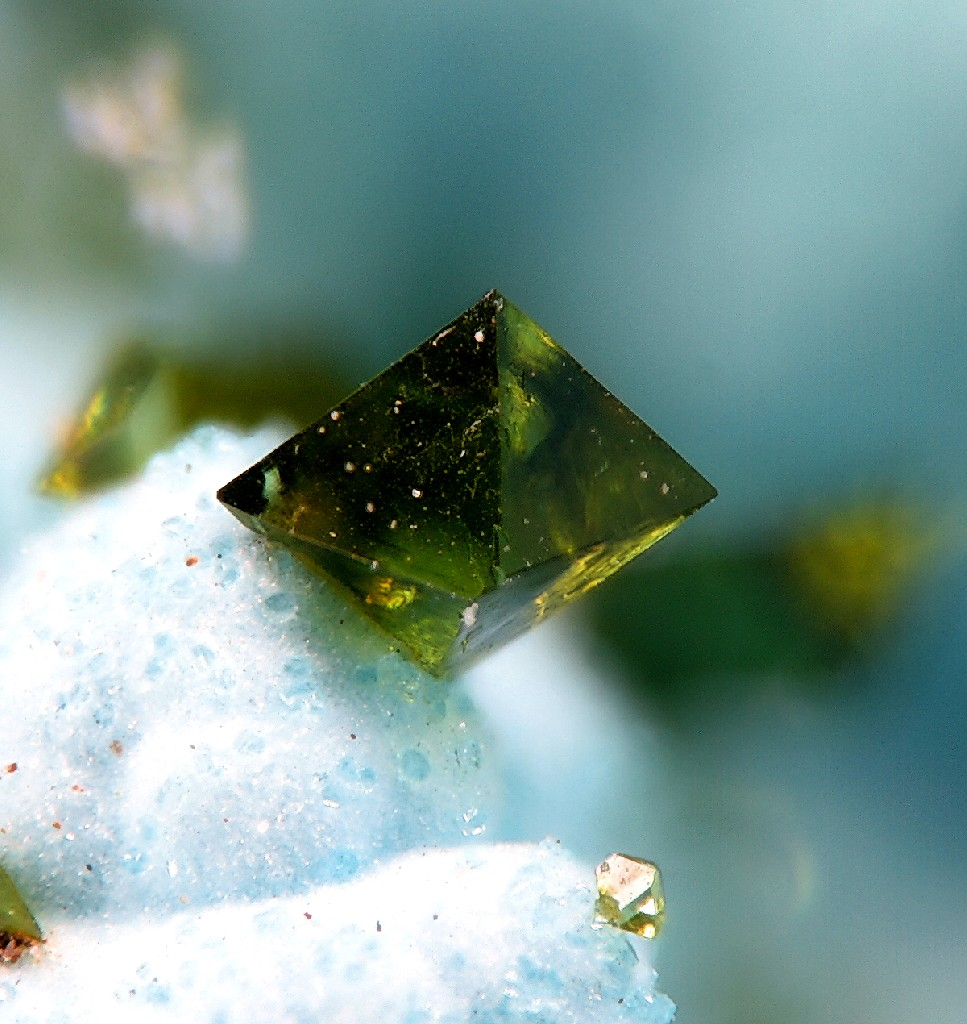
Immagine ingrandita di un perfetto cristallo singolo di libethenite su zapatalite azzurra.

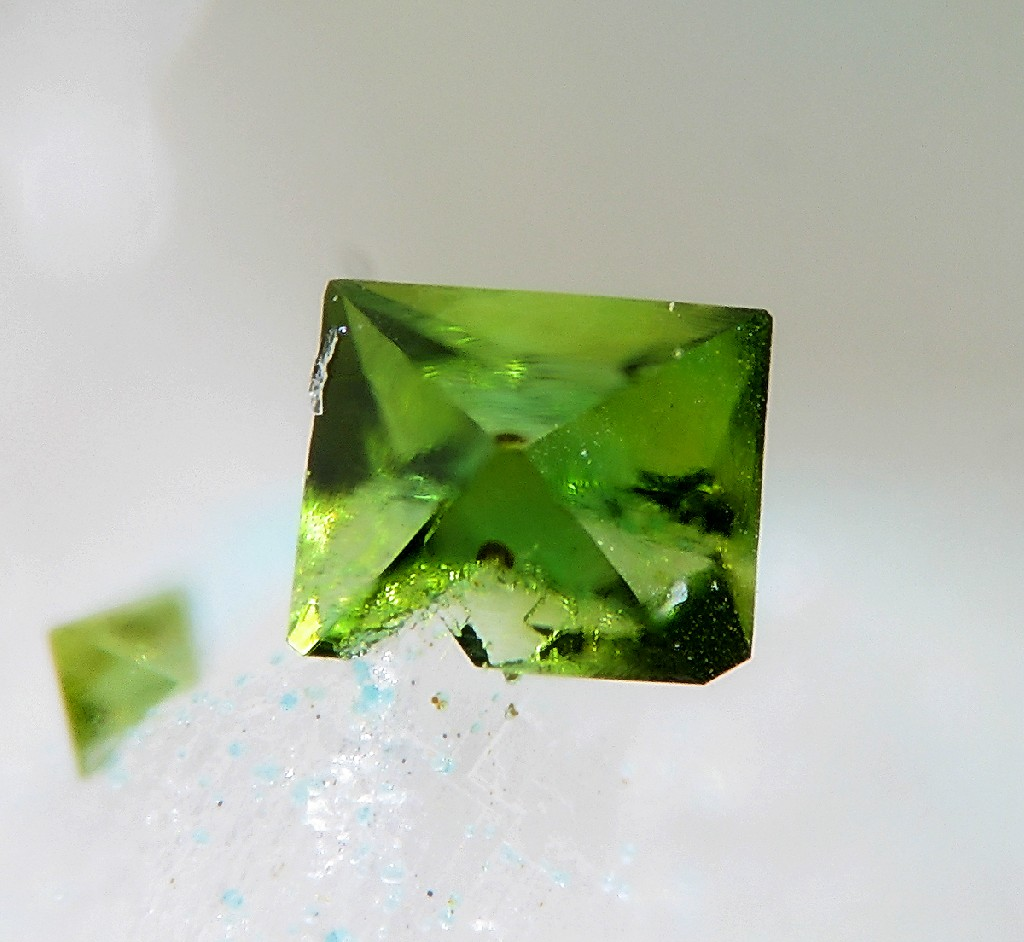
Stesso cristallo, visto dall'alto.

La libethenite si forma come minerale secondario nella zona di ossidazione dei depositi di rame e vi si trova principalmente nella paragenesi con azzurrite, malachite, pseudomalachite, crisocolla e vari ossidi di ferro coltivati individualmente o in druse.
In Germania, il minerale è stato finora trovato nella Foresta Nera, nella Foresta dell'Alto Palatinato, nell'Assia settentrionale e nell'Odenwald, nell'Eifel e nel Westerwald, vicino ai Monti Metalliferi, nonché vicino a Bad Lobenstein e nel Vogtland.
Fino al 2009, la libethenite è stata rilevata in circa 180 siti in tutto il mondo: a Cerro Blanco in Argentina, diverse regioni dell'Australia, a Vielsalm (Belgio), diverse regioni del Cile, in diverse zone dell'Inghilterra, in Liguria e Sardegna in Italia, oltre che a Honshū in Giappone, nella provincia del Katanga della Repubblica Democratica del Congo, nel Dipartimento di Pool (Repubblica del Congo), a Durango e Sonora in Messico, in alcune regioni del Portogallo, nelle regioni della Siberia Orientale e degli Urali in Russia, vicino a Banská Bystrica in Slovacchia, nel Mpumalanga e nella Provincia del Capo Settentrionale in Sudafrica, vicino a Karlovy Vary nella Repubblica Ceca, così come in molte regioni degli Stati Uniti.